# 黃懷晨
黃懷晨（1979年3月23日—）為台灣男演員。是歌手周杰倫國中、高中時期的同學及朋友，外公是得恩堂眼鏡創辦人。在演藝圈的第一個作品是周杰倫〈擱淺〉MV演出，隔年經周杰倫推薦擔任〈髮如雪〉MV男主角。妻子是演員戴君竹。

## 演出作品

### 電影
- 2013年：《天台》飾演 紅毛
- 2013年：《對面的女孩殺過來》
- 2014年：《 痞子英雄2：黎明再起》 飾演 黑鷹特種部隊隊長

### 電視劇
- 2009年：《草食男V.S.肉食女之戀愛營養學》
- 2010年：華視主頻《熊貓人》飾演 北斗
- 2010年：台視主頻、三立都會台《犀利人妻》飾演 凱文
- 2011年：華視《艋舺燿輝》飾演 聶魯震/呂文浩(劉子文)
- 2012年：民視無線台《廉政英雄》第五單元：正己專案 飾演 江皓熙
- 2013年：中視數位台《求愛365》飾演 大蝦
- 2014年：三立都會台、東森綜合台《女人30情定水舞間》飾演 何立傑
- 2014年：三立都會台《愛上兩個我》飾演 王廷威
- 2014年：公共電視《我的媽媽》(電視電影)飾演 金少傑
- 2015年：三立台灣台《思慕的人 》飾演 賴子哲
- 2015年：愛奇藝《澀世紀傳說》飾演 君憐伊
- 2016年：三立台灣台《紫色大稻埕》飾演阿勇

### 音樂錄影帶
- 2004年：周杰倫〈擱淺〉
- 2005年：周杰倫〈髮如雪〉
- 2010年：周杰倫〈自導自演〉
- 2012年：周杰倫〈療傷燒肉粽〉
- 2012年：黃懷晨〈西遊釋厄傳〉
- 2015年：周杰倫〈聽見下雨的聲音〉
- 2016年：周杰倫+張惠妹〈不該〉

### 舞台劇
- 眼球先生《眼球先生夜總會》- 青蚵嫂想太多之無言的結局
- 《人間條件六－未來的主人翁》

## 音樂作品

### 歌曲
- 2012年：〈西遊釋厄傳〉

## 廣告
- 《得恩堂眼鏡》
- 《西遊釋厄傳online》

## 資料來源
1. ↑  . 蘋果日報. 2011-05-12  [2011-05-12]. （原始内容存档于2021-10-26）.

## 外部連結
- 黃懷晨的藝想世界 （页面存档备份，存于）
- 黃懷晨在互联网电影资料库（IMDb）上的資料（英文）
- 黃懷晨在香港影庫上的簡介
- 黃懷晨在豆瓣上的资料（简体中文）